# Chetia brevis
Chetia brevis е вид лъчеперка от семейство Цихлиди (Cichlidae). Видът е застрашен от изчезване.

## Разпространение
Разпространен е в Мозамбик, Свазиленд и Южна Африка (Мпумаланга).